# Quasimelita formosa
Quasimelita formosa är en kräftdjursart som först beskrevs av Murdoch 1885.  Quasimelita formosa ingår i släktet Quasimelita och familjen Melitidae. Inga underarter finns listade i Catalogue of Life.